# Ihar Łuczanok
Ihar Michajławicz Łuczanok (biał. Iгар Міхайлавіч Лучанок; ros. Игорь Михайлович Лученок, Igor Michajłowicz Łuczenok; ur. 6 sierpnia 1938 w Mińsku, zm. 12 listopada 2018 tamże) – białoruski kompozytor, Ludowy Artysta ZSRR oraz przewodniczący Białoruskiej Unii Kompozytorów.
Komponował utwory m.in. dla Iosifa Kobzona, Sofii Rotaru, Walentiny Tołkunowej, Marii Pachomienko, Lwa Leszczenki, Wiktora Wujaczicza, Eduarda Chila.